# Сугу, Моду
Пап Амоду́ Сугу́ (фр. Pape Amodou Sougou; 18 декабря 1984, Фиссель, Сенегал), более известный как Моду́ Сугу́ (фр. Modou Sougou) — сенегальский футболист, полузащитник индийского клуба «Мумбаи Сити». Выступал за сборную Сенегала.

## Карьера
Моду начал свою карьеру в 2004 году в клубе «Униан Лейрия».
Через год перешёл в клуб «Витория», где сыграл 27 игр в сезоне 2005/06, не сумев забить ни одного мяча.
В 2011—2013 годах выступал за клуб ЧФР, в составе которого стал чемпионом Румынии в сезоне 2011/12.
В 2013 году перешёл в французский клуб «Олимпик Марсель».